# Городоцька районна рада (Львівська область)
Городоцька райо́нна ра́да — орган місцевого самоврядування Городоцького району Львівської області, з адміністративним центром в місті Городок.

## Керівний склад ради

### VI скликання
- Загальний склад ради: 64 депутати
- Голова — Більовський Володимир Михайлович
- Заступник голови — Слонівський Богдан Ігорович

## Депутати 2010 року
Результати місцевих виборів 2010 року за даними ЦВК
| № зп                                                                                 | № округу               | Прізвище, ім'я, по батькові           | Дата визнання обраним  | Відомості про обраного депутата |
| Аграрна партія України                                                               | Аграрна партія України | Аграрна партія України                | Аграрна партія України | Аграрна партія України |
| ------------------------------------------------------------------------------------ | ---------------------- | ------------------------------------- | ---------------------- | --- |
| 1                                                                                    | 25                     | Стасів Олег Федорович                 | 05.11.2010             | Освіта вища, член Аграрної партії України, Державна інспекція з карантину рослин по Львівській області, начальник                                                                          |
| 2                                                                                    | 32                     | Тиравський Григорій Михайлович        | 05.11.2010             | Освіта вища, член Аграрної партії України, Городоцьке управління агропромислового комплексу, заступник                                                                                     |
| Громадянська партія "ПОРА"                                                           |                        |                                       |                        | |
| 1                                                                                    | б/м                    | Садов’як Тарас Михайлович             | 05.11.2010             | Освіта вища, член Громадянської партії "ПОРА" , ТзОВ "Тройдбуд", директор |
| 2                                                                                    | б/м                    | Голойда Роман Михайлович              | 05.11.2010             | Освіта вища, член Громадянської партії "ПОРА" , ПП "Голойда" |
| 3                                                                                    | б/м                    | Фостяк Степан Степанович              | 05.11.2010             | Освіта вища, член Громадянської партії "ПОРА" , ЗАТ "Городоцький кар'єр", менеджер |
| 4                                                                                    | б/м                    | Мончак Володимир Ярославович          | 05.11.2010             | Освіта вища, член Громадянської партії "ПОРА" , Городоцька ЦРЛ, лікар-хірург |
| 5                                                                                    | 4                      | Сіромський Руслан Богданович          | 05.11.2010             | Освіта вища, член Громадянської партії "ПОРА" , Львівський національний університет ім. І. Франка, доцент кафедринової та новітньої історії                                                |
| 6                                                                                    | 6                      | Хромуляк Мирон Степанович             | 05.11.2010             | Освіта вища, позапартійний, приватний підприємець |
| 7                                                                                    | 22                     | Рап Орест Ярославович                 | 05.11.2010             | Освіта вища, член Громадянської партії "ПОРА", Городоцька районна рада, радник-консультант голови Городоцької районної ради                                                                |
| 8                                                                                    | 24                     | Павлів Ярослав Васильович             | 05.11.2010             | Освіта середня спеціальна, позапартійний, приватний підприємець |
| 9                                                                                    | 31                     | Галамай Володимир Іванович            | 05.11.2010             | Освіта вища, позапартійний, ППА "Промінь", директор |
| Єдиний Центр                                                                         |                        |                                       |                        | |
| 1                                                                                    | 30                     | Скомаровський Олег Владиславович      | 05.11.2010             | Освіта вища, член Єдиного Центру, ФОП Скомаровський О.В., директор |
| Партія Політичне об’єднання "Рідна Вітчизна"                                         |                        |                                       |                        | |
| 1                                                                                    | 18                     | Варениця Ольга Михайлівна             | 05.11.2010             | Освіта середня спеціальна, член Політичного об’єднання "Рідна Вітчизна", ДП "Агентство з ідентифікації і реєстрації", агент                                                                |
| Партія "Відродження"                                                                 |                        |                                       |                        | |
| 1                                                                                    | б/м                    | Михайляк Володимир Володимирович      | 05.11.2010             | Освіта вища, член Партії "ВІДРОДЖЕННЯ", Великолюбінський державний спиртзавод, директор |
| 2                                                                                    | б/м                    | Чернега Володимир Васильович          | 05.11.2010             | Освіта вища, член Партії "ВІДРОДЖЕННЯ", Львівська залізниця, заступник начальн. львівської залізниці                                                                                       |
| 3                                                                                    | 5                      | Дунас Омелян Михайлович               | 05.11.2010             | Освіта вища, член Партії "ВІДРОДЖЕННЯ", ТзОВ “Агрошляхбуд-32", директор |
| 4                                                                                    | 7                      | Лазорко Ігор Романович                | 05.11.2010             | Освіта вища, член Партії "ВІДРОДЖЕННЯ", ДПІ в м. Львів, інспектор |
| 5                                                                                    | 13                     | Чопко Іван Михайлович                 | 05.11.2010             | Освіта вища, позапартійний, ДПІ у Городоцькому районі, ревізор-інспектор |
| Партія промисловців і підприємців України                                            |                        |                                       |                        | |
| 1                                                                                    | 12                     | Матвійчук Василь Степанович           | 05.11.2010             | Освіта вища, позапартійний, приватний підприємець |
| Партія регіонів                                                                      |                        |                                       |                        | |
| 1                                                                                    | б/м                    | Петров Володимир Сергійович           | 05.11.2010             | Освіта вища, член Партії регіонів, Городоцька РДА, перший заступник голови Городоцької РДА                                                                                                 |
| Політична партія Всеукраїнське об’єднання "Батьківщина"                              |                        |                                       |                        | |
| 1                                                                                    | б/м                    | Пришляк Олесь Іванович                | 05.11.2010             | Освіта вища, член Всеукраїнського об’єднання "Батьківщина", Тучапівська загальноосвітня школа, вчитель географії                                                                           |
| 2                                                                                    | б/м                    | Лещинський Володимир Михайлович       | 05.11.2010             | Освіта вища, член Всеукраїнського об’єднання "Батьківщина", ТзОВ АПП "Львівське" м.Городок, директор                                                                                       |
| 3                                                                                    | б/м                    | Матвієнко Микола Іванович             | 05.11.2010             | Освіта вища, член Всеукраїнського об’єднання "Батьківщина", Городоцька РДА, начальник відділу сім"ї,молоді і спорту                                                                        |
| 4                                                                                    | б/м                    | Мислицький Володимир-Зіновій Іванович | 05.11.2010             | Освіта вища, член Всеукраїнського об’єднання "Батьківщина", ВАТ "Комарнівський сирзавод", директор                                                                                         |
| 5                                                                                    | 9                      | М’єскало Іван Степанович              | 05.11.2010             | Освіта вища, член Всеукраїнського об’єднання "Батьківщина", Городоцька районна рада, начальник оргвідділу                                                                                  |
| 6                                                                                    | 10                     | Полумацканич Василь Андрійович        | 05.11.2010             | Освіта вища, член Всеукраїнського об’єднання "Батьківщина", Городоцька районна рада, голова                                                                                                |
| 7                                                                                    | 14                     | Швець Галина Степанівна               | 05.11.2010             | Освіта вища, член Всеукраїнського об’єднання "Батьківщина", Завидовицька загальноосвітня школа, директор                                                                                   |
| 8                                                                                    | 23                     | Винарчик Богдан Степанович            | 05.11.2010             | Освіта вища, член Всеукраїнського об’єднання "Батьківщина", Підзвіринецька загальноосвітня школа, вчитель фізики                                                                           |
| Політична партія Всеукраїнське об’єднання "Свобода"                                  |                        |                                       |                        | |
| 1                                                                                    | б/м                    | Байко Тарас Романович                 | 05.11.2010             | Освіта вища, член Всеукраїнського об’єднання "Свобода", приватний підприємець |
| 2                                                                                    | б/м                    | Рубаха Богдан Михайлович              | 05.11.2010             | Освіта вища, член Всеукраїнського об’єднання "Свобода", Бібрський ЛВЧМЕ, начальник дільниці                                                                                                |
| 3                                                                                    | б/м                    | Гриб Богдан Григорович                | 05.11.2010             | Освіта середня, член Всеукраїнського об’єднання "Свобода", приватний підприємець |
| 4                                                                                    | б/м                    | Панас Михайло Васильович              | 05.11.2010             | Освіта середня, член Всеукраїнського об’єднання "Свобода", тимчасово не працює |
| 5                                                                                    | б/м                    | Гевак Олег Степанович                 | 05.11.2010             | Освіта вища, член Всеукраїнського об’єднання "Свобода", УЕГГ "Львівгаз", слюсар |
| 6                                                                                    | б/м                    | Цуньовський Василь Михайлович         | 05.11.2010             | Освіта середня, позапартійний, Городоцький районний відділ УМВС України, помічник начальника                                                                                               |
| 7                                                                                    | б/м                    | Мойсин Володимир Степанович           | 05.11.2010             | Освіта середня, член Всеукраїнського об’єднання "Свобода" , Львівський державних завод ЛОРТ, токар-розточувальник                                                                          |
| 8                                                                                    | б/м                    | Шніцар Степан Ростиславович           | 05.11.2010             | Освіта вища, член Всеукраїнського об’єднання "Свобода" , Тулиголівська тублікарня, бухгалтер                                                                                               |
| 9                                                                                    | б/м                    | Тріль Ігор Мар’янович                 | 05.11.2010             | Освіта середня, член Всеукраїнського об’єднання "Свобода", тимчасово не працює |
| 10                                                                                   | б/м                    | Федак Ігор Андрійович                 | 05.11.2010             | Освіта вища, член Всеукраїнського об’єднання "Свобода", приватний підприємець |
| 11                                                                                   | 1                      | Дуць Ігор Вікторович                  | 05.11.2010             | Освіта вища, член Всеукраїнського об’єднання "Свобода", приватний підприємець |
| 12                                                                                   | 20                     | Сенів Орест Михайлович                | 05.11.2010             | Освіта вища, член Всеукраїнського об’єднання "Свобода", ВАТ Туристично – готельний комплекс "Дністер", охоронець                                                                           |
| Політична партія "За Україну!"                                                       |                        |                                       |                        | |
| 1                                                                                    | 16                     | Самотіс Любомир Іванович              | 05.11.2010             | Освіта вища, член Політичної партії "За Україну!", ТОВ "Фабрика іграшок", заступник директора                                                                                              |
| Політична партія "Наша Україна"                                                      |                        |                                       |                        | |
| 1                                                                                    | б/м                    | Посполітак Ігор Михайлович            | 05.11.2010             | Освіта вища, позапартійний, Городоцькі районні електромережі, начальник |
| 2                                                                                    | б/м                    | Вовк Іван Казимирович                 | 05.11.2010             | Освіта вища, член Політичної партії "Наша Україна", Комарнівська зальльноосвітня школа І-ІІІ ст., директор                                                                                 |
| 3                                                                                    | б/м                    | Елейко Тарас Васильович               | 05.11.2010             | Освіта вища, член Політичної партії "Наша Україна", фізична особа-підприємець |
| 4                                                                                    | 15                     | Бас Ірина Степанівна                  | 05.11.2010             | Освіта вища, член Політичної партії "Наша Україна", Керницька загальноосвітня школа, вчитель                                                                                               |
| 5                                                                                    | 17                     | Колодій Любомир Степанович            | 05.11.2010             | Освіта вища, член Політичної партії "Наша Україна" |
| 6                                                                                    | 19                     | Байцар Любомир Ярославович            | 05.11.2010             | Освіта вища, член Політичної партії "Наша Україна", Монастирецька зальльноосвітня школа І-ІІ ст., директор                                                                                 |
| 7                                                                                    | 27                     | Іванишин Петро Лук’янович             | 05.11.2010             | Освіта вища, член Політичної партії "Наша Україна", Державне комунальне підприємство "Обласний аптечний склад", завідувач автотранспортним відділом                                        |
| 8                                                                                    | 28                     | Більовський Володимир Михайлович      | 05.11.2010             | Освіта вища, член Політичної партії "Наша Україна", Відділ освіти Городоцької РДА, начальник                                                                                               |
| Політична партія "УДАР (Український Демократичний Альянс за Реформи) Віталія Кличка" |                        |                                       |                        | |
| 1                                                                                    | 11                     | Кугаєвич Іван Степанович              | 07.04.2014             | Освіта середня, член Політичної партії "УДАР (Український Демократичний Альянс за Реформи) Віталія Кличка", приватний підприємець                                                          |
| Політична партія "Фронт Змін"                                                        |                        |                                       |                        | |
| 1                                                                                    | б/м                    | Матківський Анатолій Вікторович       | 05.11.2010             | Освіта вища, член Політичної партії "Фронт Змін", КЗ ГРР Городоцька ЦРЛ, заступник головного лікаря з медичної частини                                                                     |
| 2                                                                                    | б/м                    | Шишко Григорій Степанович             | 05.11.2010             | Освіта вища, член Політичної партії "Фронт Змін", Городоцький районний центр зайнятості, директор                                                                                          |
| 3                                                                                    | б/м                    | Лебединський Мирослав Степанович      | 05.11.2010             | Освіта вища, член Політичної партії "Фронт Змін", ТзОВ "Будпласт", інженер |
| 4                                                                                    | б/м                    | Гой Ростислав Богданович              | 05.11.2010             | Освіта вища, член Політичної партії "Фронт Змін", Великолюбінська міська лікарня, головний лікар                                                                                           |
| 5                                                                                    | б/м                    | Струк Назар Романович                 | 05.11.2010             | Освіта вища, член Політичної партії "Фронт Змін", приватний підприємець, директор |
| 6                                                                                    | 8                      | Дацко Галина Степанівна               | 05.11.2010             | Освіта середня спеціальна, член Політичної партії "Фронт Змін", Городоцький районний центр зайнятості, спеціаліст державної служби                                                         |
| 7                                                                                    | 26                     | Павлик Антон Антонович                | 05.11.2010             | Освіта вища, член Політичної партії "Фронт Змін", ЛДЗ Лорта База відпочинку "Сокіл", начальник дільниці                                                                                    |
| Українська Народна Партія                                                            |                        |                                       |                        | |
| 1                                                                                    | б/м                    | Дунас Роман Теодозійович              | 05.11.2010             | Освіта вища, член Української Народної Партії, Комарнівська міська рада Городоцького району, заступник міського голови з питань діяльності виконавчого комітету Комарнівської міської ради |
| 2                                                                                    | б/м                    | Фітель Мирон Степанович               | 05.11.2010             | Освіта середня спеціальна, член Української Народної Партії, тимчасово не працює |
| 3                                                                                    | б/м                    | Виздра Михайло Михайлович             | 05.11.2010             | Освіта вища, член Української Народної Партії, ТзОВ "Озон", постачальник |
| 4                                                                                    | 2                      | Іваницький Богдан Михайлович          | 05.11.2010             | Освіта вища, позапартійний, ГПУ "Львівгазвидо-бування", начальник |
| 5                                                                                    | 3                      | Фабрига Йосиф Ярославович             | 05.11.2010             | Освіта вища, позапартійний, Великолюбінська селищна рада, заступник селищного голови |
| 6                                                                                    | 21                     | Кликоцький Іван Євгенович             | 05.11.2010             | Освіта вища, позапартійний, Городоцьке управління по експлуатації газових господарств, начальник філії                                                                                     |
| 7                                                                                    | 29                     | Довгунь Василь Степанович             | 05.11.2010             | Освіта вища, позапартійний, Тулиголівська туберкульозна лікарня, головний лікар |

## Депутати 2015 року
- Більовський Володимир Михайлович
- Божик Олег Ігорович
- Буняк Степан Остапович
- Винарчик Богдан Степанович
- Гавц Світлана Іванівна
- Гижко Віталій Олександрович
- Дзяний Тарас Миколайович
- Довгунь Василь Степанович
- Дунас Омелян Михайлович
- Дуць Ігор Вікторович
- Карапінка Олег Михайлович
- Кликоцький Володимир Іванович
- Кликоцький Іван Євгенович
- Коропісь Руслан Миколайович
- Костельний Андрій Іванович
- Кремса Богдан Богданович
- Кунащук Володимир Васильович
- Лещинський Володимир Михайлович
- Лещинський Юрій Володимирович
- Маковецький Віталій Володимирович
- Маланчук Богдан Степанович
- Мєскало Іван Степанович
- Полуліх Юрій Богданович
- Пришляк Олесь Іванович
- Сабадаш Ігор Ігорович
- Самотіс Любомир Іванович
- Скомаровський Олег Владиславович
- Слонівський Богдан Ігорович
- Струк Богдан Романович
- Федан Богдан Володимирович
- Фещин Оксана Яківна
- Хамик Андрій Іванович
- Цуньовський Василь Михайлович
- Чорній Петро Богданович
- Шніцар Тарас Михайлович
- Яскевич Ігор Антонович[2]